# Канчело (Месина)
Канчело (итал. Cancello) је насеље у Италији у округу Месина, региону Сицилија.
Према процени из 2011. у насељу је живело 76 становника. Насеље се налази на надморској висини од 681 м.